# Jardinella corrugata
Jardinella corrugata é uma espécie de gastrópode  da família Hydrobiidae.
É endémica da Austrália.